# Große Mühle Madlow
Die Große Mühle Madlow ist ein denkmalgeschütztes Bauwerk-Ensemble im Cottbuser Stadtteil Madlow.

## Geschichte
Am 29. Juli 1495 wird die Madlower Mühle das erste Mal erwähnt. In diesem Jahr wurde auch die Produktion aufgenommen. Im Jahr 1496 kaufte die Stadt Cottbus die Mühle vom Kurfürsten Johann Cicero als „wüste Mühlstatt an der Spree“. Der Kurfürst von Brandenburg übereignete am 12. März 1510 die Mühle der Stadt Cottbus mit allen Rechten. Den Dreißigjährigen Krieg (1618–1648) überstand die Mühle weitestgehend unbeschadet.
Im Jahr 1665 existierten drei Mahlgänge, vier Hirsestampfen und eine Schneidemühle. Ein neues Mühlenhaus und eine Schneidemühle wurden 1732 gebaut. 1765 versuchte Graf v. Pückler die Mühle zu erwerben, jedoch erfolglos. Am 25. Mai 1771 wurden die Mahl- und Schneidemühle als auch der Grundbesitz an den Mühlenmeister Vogel verpachtet. Das Anwesen bekam die Namen „Vogels Große Mühle“ oder „Große Mühle Madlow“. Der Mühlenmeister Vogel erhielt per Urkunde am 15. Oktober 1781 durch den preußischen König das Wasserrecht.

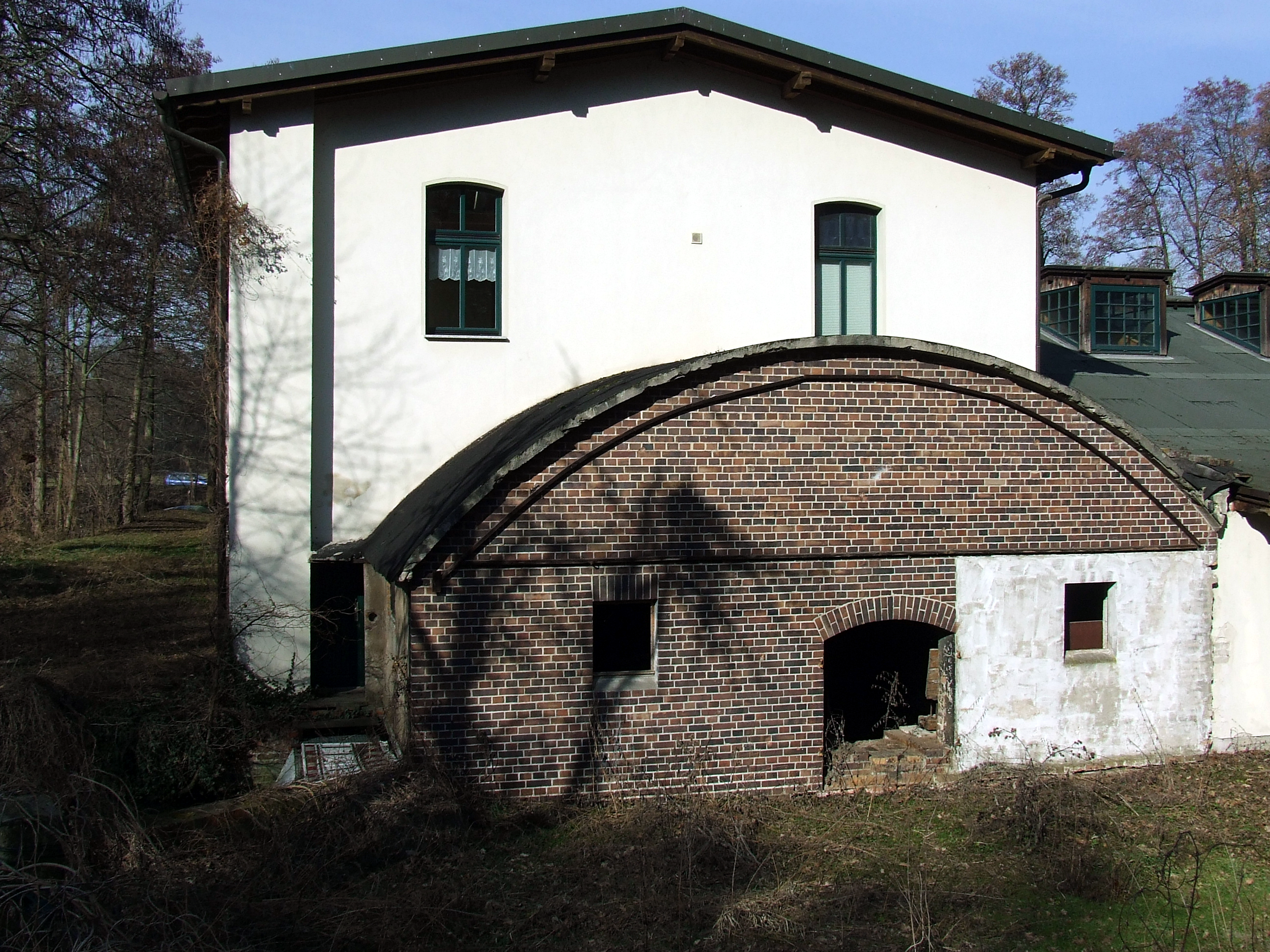
Westgebäude mit ehemaligem Wasserrad

Für den Bau einer Walkmühle kaufte das Cottbuser Tuchmachergewerk von Vogel Wohnung, Land und Wasserkraft für jährlich 30 Taler. 1827 wurde die Walke erweitert. Es wurden sechs Walk- und Waschlöcher eingerichtet. 
Der Cottbuser Tuchfabrikant Kittel baute 1829 an der Mühlenspree im Vogelschen Schneidegarten eine Spinn- und Appretur-Fabrik, das heutige Westgebäude. Etwa zehn Jahre später wurden eine Ölmühle, eine Getreidereinigungsanlage mit Spitzgang und ein Raspelwerk errichtet. Die baufällige Walke wurde 1844 abgerissen und im Holzfachwerkstil durch das Tuchmachergewerk wieder aufgebaut. Die Familie Vogel kaufte 1868 die Walke für 6100 Taler. Ferner baute sie unter Nutzung der erworbenen Wasserkraft eine neue Mahlmühle, welche das heutige rote Mühlengebäude ist. 1904 wird eine Turbinenanlage eingebaut und 1908 wurde die „Große Mühle Madlow“ zur GmbH. Sie bestand nun aus der Getreidemühle mit 50 t Tagesleistung, Ölmühle und Schneidemühle. Im Jahr 1919 erfuhr die Schneidemühle eine Erweiterung und sechs Jahre später eine Aufstockung. Die Gesellschafter August Karow (Stettin) und Fritz Michaelis (Cottbus) gründeten 1937 eine Kommanditgesellschaft. Auf dem Platz der alten Mahlmühle entstand das Getreidesilo. Das Stahlbetonbauwerk fasste 1000 t Getreide. Während des Zweiten Weltkriegs wurde das Mühlengebäude stark beschädigt. Nach dem Ende des Krieges wurde das Gebäude wiederhergestellt, um eine Tagesproduktion von 9 t notdürftig zu erbringen.
1951 ging die Mühle durch die Enteignung der Gesellschafter ins „Volkseigentum“ über. 14 Jahre danach wurden Rekonstruktionsmaßnahmen durchgeführt sowie die Stilllegung der Öl- und Schneidmühle.
Nach der Wiedervereinigung Deutschlands wurde die Mühle an die Erben der Gesellschaft zurückgegeben. Die Gesellschaft wird jetzt „Große Mühle Madlow Karow & Co. KG Cottbus“ genannt.
Nach über 500 Jahren wurde 1995 der Mühlenbetrieb eingestellt. Die STG Cottbus kaufte 1998 das gesamte Anwesen und vier Jahre danach wurde mit der umfassenden Rekonstruktion des Mühlengebäudes begonnen. Im Jahr 2003 wurde das Hauptgebäude, also die rote Mühle, eingeweiht und die Produktion begann. Die STG rekonstruierte das Westgebäude 2005 und im Oktober 2007 war Mauricio White Vogel, ein direkter Nachfahre des alten Mühlenmeisters Vogel, aus Chile zu Besuch.

## Die Brücken im Bereich der Mühle
Die Brücke über den Priorgraben an der „Großen Mühle“ wurde vom 7. November 2005 bis 28. April 2006 erneuert. Das alte Brückenbauwerk aus Ziegelgewölbe wurde abgerissen und durch ein neues, bestehend aus einem Stahlbetonrahmen mit einer Tiefgründung von Stahlspundwänden, versehen. Die Fahrbahn im Bereich der Brücke besteht aus Gussasphalt.
Die Brücke über den Mühlgraben in Madlow entlang der L 50 in Richtung Kiekebusch wurde im Januar 2008 abgerissen. Das Bauvorhaben wurde mit Hilfe des Förderprogramms zur Verbesserung der Verkehrsverhältnisse der Gemeinden durch das Ministerium für Infrastruktur und Raumordnung gefördert. Grund für den Neubau war das Nichtvorhandensein von Schrammborden und Gehwegbereichen. Die Brücke entsprach nicht mehr den erforderlichen Baubestimmungen. In diesem Rahmen wurde die Brücke verbreitert, damit eine ausreichende Verkehrssicherheit gewährleistet wird. Die Freigabe erfolgte am 14. Juli 2008. Die alte Brücke bestand aus Stahlbeton in einer einfachen geradlinigen Bauweise mit einer simplen Stahlbrüstung. Die neue Brücke ist optisch der alten nachempfunden.

## Das Mühlengebäude
Das Mühlengebäude ist ein Klinkerbauwerk mit Stichbogenfenstern. Der linke Gebäudeteil hat vier Stockwerke und ist durch eine separate zweiflügelige Stichbogentür begehbar. Der rechte Gebäudeteil hat fünf Stockwerke und der Teil des Giebels, welcher sichtbar ist und an den mittleren Teil des Bauwerkes angrenzt, besteht aus Glas. Der Eingang hat ebenfalls eine zweiflüglige Stichbogentür und ist mit einer sechs-stufigen Treppenanlage versehen. Der mittlere Teil des Gebäudes ist ein sechsstöckiger Turm, der mit einer Terrasse abschließt. Kleine polygonale Ecktürmchen zieren jede Ecke der Terrasse als auch jede Dachecke. Ein Zahnfries ist unterhalb der Terrassenbrüstung zu sehen. Links und rechts am Fuß des Turmes befindet sich ein treppenartiger Verschönerungsbau. Der Eingang ist hier seitlich gelegen und mit einer halbhohen Klinkermauer abgegrenzt.
Jeder Gebäudeteil hat ein sehr flaches Satteldach. Die einzelnen Geschosse sind durch eine Bänderung optisch voneinander getrennt und über jedem Fenster gibt es der Fensterform angepasst einen Fries aus Klinkern.